# Cuerpo y alma (álbum de Eduardo Mateo)
Cuerpo y alma, segundo disco como solista del músico uruguayo Eduardo Mateo, fue grabado entre 1981 y 1984, tras el registro en 1976 de Mateo y Trasante, un disco a dúo con Jorge Trasante. Fue publicado en marzo de 1984 por el sello Sondor en formato vinilo y casete.

## Antecedentes
Luego de la publicación de Mateo solo bien se lame, su primer disco solista, en 1972, y del trabajo con Trasante, en 1976, Mateo tuvo que enfrentar una de las épocas más difíciles de su vida. En esa época aún no había logrado insertarse en la escena de la nueva movida de la música popular uruguaya, y la mayor parte de los colegas de su generación se habían tenido que exiliar en el exterior. En octubre de 1977 perdió su empleo como músico del restorán Panamericano y, sin recursos, comenzó a dormir en casa de amigos o en pensiones que finalmente no podía pagar, a vender sus pertenencias o incluso guitarras ajenas pedidas en préstamo, a vagar de sitio en sitio hasta terminar en algún calabozo, detenido por la policía por posesión de drogas en plena dictadura y, en términos generales, a vivir de limosna. El 26 de febrero de 1978 fue encarcelado bajo el cargo de «falsificación de documentos privados», tras encontrársele recetas para la compra de psicofármacos, y estuvo preso varias semanas. A su salida, vivió un tiempo en casa de su amigo Eduardo Lockhart y continuó componiendo. Durante los años posteriores tocó en pequeños boliches y presentó un par de ciclos propios: Recitales Mateo y El tango según Mateo.
El poeta y publicista Atilio Duncan Pérez da Cunha, más conocido como Macunaíma, seguidor de Mateo, describió El tango según Mateo (de 1978) en los siguientes términos:

Honestamente, fue un momento de incomprensión absoluta. O sea, Mateo provocaba risa. La gente se reía. Cuando Mateo estaba afinando, de pronto, diez minutos, o decía una cosa medio zarpada... Eran escasas las cosas realmente disfrutables del punto de vista musical.

Tres años más tarde, sin embargo, Mateo parecía, de algún modo, repuesto. En 1981, fue de nuevo Pérez da Cunha uno de los que comentaron dicho cambio:

Mateo, fantasma de sí mismo, subió desde la platea del cine Plaza al escenario. Eduardo Mateo ya no es el mismo (qué novedad) pero a través de no sé qué magia o extraño hilo conductor llegado desde su esencia, su actuación fue sobria, justa y con destellos de su genio, que diera a nuestra música popular verdaderas obras maestras. Encorvado; con el cabello blanco; dolido de mala vida; un personaje parecido en forma singular al Johnny (Charlie Parker) de Julio Cortázar, Mateo es un mito necesario, como esos nobles venidos a menos (muy a menos) que con su estímulo recuperan su antiguo porte, incorporándose por sobre la indigencia que dobla sus espaldas o al menos un destello de la estatura, que alcanzara en las inolvidables Musicasiones. Mateo empezó a cantar entre murmullos y atisbos de abucheos y luego ganó el silencio respetuoso de la audiencia

En esta época Mateo ya había compuesto gran parte de las canciones que constituirían Cuerpo y alma, culminando el largo proceso de composición comenzado junto a Lockhart. Enrique Abal, director artístico de Sondor, le propuso entonces la grabación del disco.

## Grabación
A diferencia de la grabación de Mateo y Trasante, el registro de Cuerpo y alma se compuso de sesiones tensas, «interminables» y con poca responsabilidad por parte de Mateo.  Este hecho produjo que las sesiones iniciales se vieran interrumpidas. Por otra parte, El 13 de agosto de 1981 Mateo fue ingresado en un hospital psiquiátrico, lugar en el que estuvo una semana, y luego vivió un tiempo en la chacra de un amigo, alejado de los estudios de grabación. En 1982, tras derrochar el dinero cobrado por concepto de derechos de autor, pasó a vivir en el camarín del Teatro de la Candela, bajo protección de Horacio Buscaglia, quien aprovechó la oportunidad para organizar un concierto que pudiera brindar a Eduardo algún tipo de ingreso; el concierto se denominó Mateo en marzo y se realizó el día 7 de dicho mes siendo, inesperadamente, un éxito a nivel de asistencia. El Teatro de la Candela organizaría luego un ciclo con Mateo, Buscaglia y Pippo Spera denominado Tresbigotes y una Mosca. Por esa época la grabación de Cuerpo y alma fue retomada, aunque con interrupciones, en parte por las razzias policiales que numerosas veces terminaron con Eduardo en un calabozo pero, sobre todo, por la creación de un nuevo ciclo de Mateo en vivo denominado La historia en suite de Guli-Guli que llegaría a presentarse en Buenos Aires.
A mediados de 1983 se retomó al fin, sin interrupciones, el proceso de grabación del disco. Ésta estuvo a cargo de Daniel Báez. La disposición de Mateo había cambiado y se tomó muy en serio el trabajo. Daniel Báez comenta que «era muy respetuoso con el horario» e ilustra el proceso de grabación en líneas generales:

El loco iba armando los arreglos ahí. Llegaba al estudio, siempre grabábamos un tema diario. El loco agarraba la viola y alquilaba y alquilaba y alquilaba, hasta que llegaba a lo que él quería que quedara. Muchas veces venía al otro día y lo repetía, el tema. Porque no llegaba a convencerlo. Y de una forma muy curiosa, porque él nunca se llevaba copia ni escuchaba nada, ni nada. Se iba loco de la vida del estudio; cuando volvía al otro día —ponele, a la semana—, volvía a grabar. Sin haber escuchado más esa base. Eso se le quedaba registrado en la cabeza, ¿no? Cómo era, no sé. Pero efectivamente, cuando tenía que hacer las correcciones, a mi criterio, estaban bien fundamentadas. Siempre grababa la guitarra, sin cantar. [...] Cuando él metía percusiones, las metía después, y bueno, y bajo, y guitarras eléctricas, y voces.

Daniel Báez dejó de trabajar para Sondor en diciembre de 1983. La grabación de las últimas sesiones así como la mezcla estuvieron a cargo de Willy de León.

## Estilo musical
En este disco Mateo combina lo minimalista de su primer disco solista, Mateo solo bien se lame, y la veta experimental del disco Mateo y Trasante. Mateo juega aún más que antes con las palabras y sus significados, crea ritmos nuevos y experimenta con distintas afinaciones. La búsqueda de sonidos hindúes efectuada en Mateo y Trasante también se produjo en esta ocasión, especialmente en lo referente a la percusión —de la que ahora se encargaría el propio Mateo—. Homero «Pirucho» Diano, creador del berimbau que Trasante había tocado en aquel disco, hizo para Mateo tambores de cerámica con formas diversas, de manera que el sonido se acercara a la percusión hindú y a la tabla, instrumento con el que Eduardo se encontraba obsesionado.

## Repercusión
Inicialmente, el disco no atrajo la atención del público. En diciembre de 1991 el fonograma había vendido 398 ejemplares (294 casetes y 104 discos). Por su parte, Eduardo Mateo no había quedado conforme con el resultado en términos musicales, al punto de que, en grabaciones posteriores, por momentos se referiría al álbum como ejemplo de lo que no quería como sonido. Sin embargo, el disco fue muy bien valorado en el ambiente cultural y musical —incluso mucho mejor que Mateo y Trasante—; y músicos como Jorge Schellemberg, Jorge Lazaroff, Jorge Nasser, Alberto «Mandrake» Wolf, Luis Restuccia y Jaime Roos, entre otros, han destacado, ya fuese en declaraciones o mediante homenajes, el valor de esta obra, especialmente en lo referido a su originalidad, su carácter de «precursora» y su completitud artística. Varios de estos artistas, además, quedaron especialmente impactados con las canciones Nombre de bienes y El boliche.

## Lista de canciones
Todas las canciones — letra y música: Eduardo Mateo; salvo donde se indique.
Lado A
1. Cuerpo y alma
2. Nombre de bienes
3. María
4. El son oro scope
5. Carlitos
6. El tungue-le

Lado B
1. Lo dedo negro
2. El boliche
3. Si vieras (letra: Horacio Buscaglia)
4. Un canto para Iemanjá
5. La casa grande
6. El airero (música: Pippo Spera)

## Créditos
- Eduardo Mateo: voces, guitarras, bajo, percusión
- Walter “Negro” Haedo: congas
- Eduardo Márquez: bajo
- Urbano Moraes :  bajo
- Hugo Fattoruso: piano
- Osvaldo Fattoruso: batería
- Pippo Spera: voz y guitarra en El airero
- Susana Bosch: voz en El airero

## Reediciones
- En 1995, Cuerpo y alma fue reeditado en CD por el sello Sondor, bajo la coordinación de Jaime Roos, con el nombre de Mateo Clásico. Volumen 2.
- En 2008, fue reeditado en CD por el sello La Vida Lenta Discos (Argentina).
- En 2015, fue reeditado en vinilo por el sello uruguayo Little Butterfly Records.

## Temas versionados
- En 1987, la cantante brasileña Clara Sandroni incluyó una versión de El tungue-le en su disco Daqui.
- En 1990, el grupo La escuelita contó con una versión Nombre de bienes en su disco Ahora sí!! cantado por Benjamín Medina con coro de Hugo Fattoruso. Asimismo la carátula de este álbum tenía inscrita la dedicatoria "A Eduardo Mateo".
- En el disco La penúltima Musicasión: homenaje a Mateo, editado en 1991, Fernando Cabrera grabó Lo dedo negro y, Alberto Wolf, Nombre de bienes.
- En 1995, la banda uruguaya Ritual  incluyó  versiones de Canto para Iemanja, Nombre de bienes, Carlitos y La casa grande en su disco Presencia.
- En 1997, el músico brasileño Milton Nascimento incluyó una versión de Cuerpo y alma en su disco Nascimento.
- En 1998, el músico argentino Pedro Aznar publicó un disco homónimo de homenaje a diferentes músicos latinoamericanos. Para la ocasión, grabó una versión de las canciones Cuerpo y alma y El tungue-le.
- En 2001 el cuarteto vocal La otra incluyó en su primer disco una versión del tema Nombre de bienes.
- En 2005, el grupo La Banda de la Luna Azul versionó el tema Nombre de bienes en su disco Zumbando.
- En 2013, la banda Cuatro Pesos de Propina realizó una versión extendida del tema Lo dedo negro en su disco Surcando.